# 대양해군

세계제국에 제일 가까웠던 대영제국의 영토, 세계적인 영토를 가진 영국은 제국의 질서를 유지하기 위해 대양을 커버할 수 있는 해군을 필수적으로 가져야 했다. 따라서 이런 대양해군을 위한 대양작전 능력을 보유한 전투 자원도 필요로 했다.

대양해군(大洋海軍, 영어: Blue-water Navy)은 일개 대양을 책임지고 보호할 수 있는 해군 집단을 말한다.

## 개요

### 해군의 종류
해군은 규모나 목적에 따라 3개 종류로 나뉜다.
- 연안해군 : 자국 영토의 해안선 인근만 방어가 가능하다.
- 지역해군 : 자국 본토의 앞바다를 방어할 수 있다.
- 대양해군 : 거대한 대양 하나를 방어할 수 있다. ex) 태평양, 대서양, 인도양, 북극해

#### 국력의 기준
중화 문화권인 중국, 한국에서는 일개 국가의 국력의 기준을 보유수와 경제력 수치로 대표되는 '숫자'에 집중하지만, 서양과 일본은 필요로 하는 일을 할 수 있느냐/ 할 수 없느냐로 나눈다. 국민 한 사람을 구해내지 못하면 '숫자'는 의미가 없어진다는 가치관을 갖고 있다. 수십억 달러가 투자된 글로벌호크도 다른 정찰자산들과의 차이점은, 악천후에도 자동차 번호판까지 식별 가능한 사진을 찍을 수 있으며, 한반도 면적을 항상 감시가 가능하다. 숫자만으로는 매길 수 없는 전략 가치를 갖고 있는 전략 자산이다. 워싱턴군축회의를 하던 전간기 때에는 군사 제약을 함선을 미국:영국:일본:프랑스:이탈리아를 5:5:3:1.33:1.33의 함대총톤수 비율로 맞추자는 우를 범했지만, 지금은 한미 미사일 지침, 전시 작전통제권 같은 디테일한 능력의 조건을 다루고 있어 통제력에서 진일보했다.

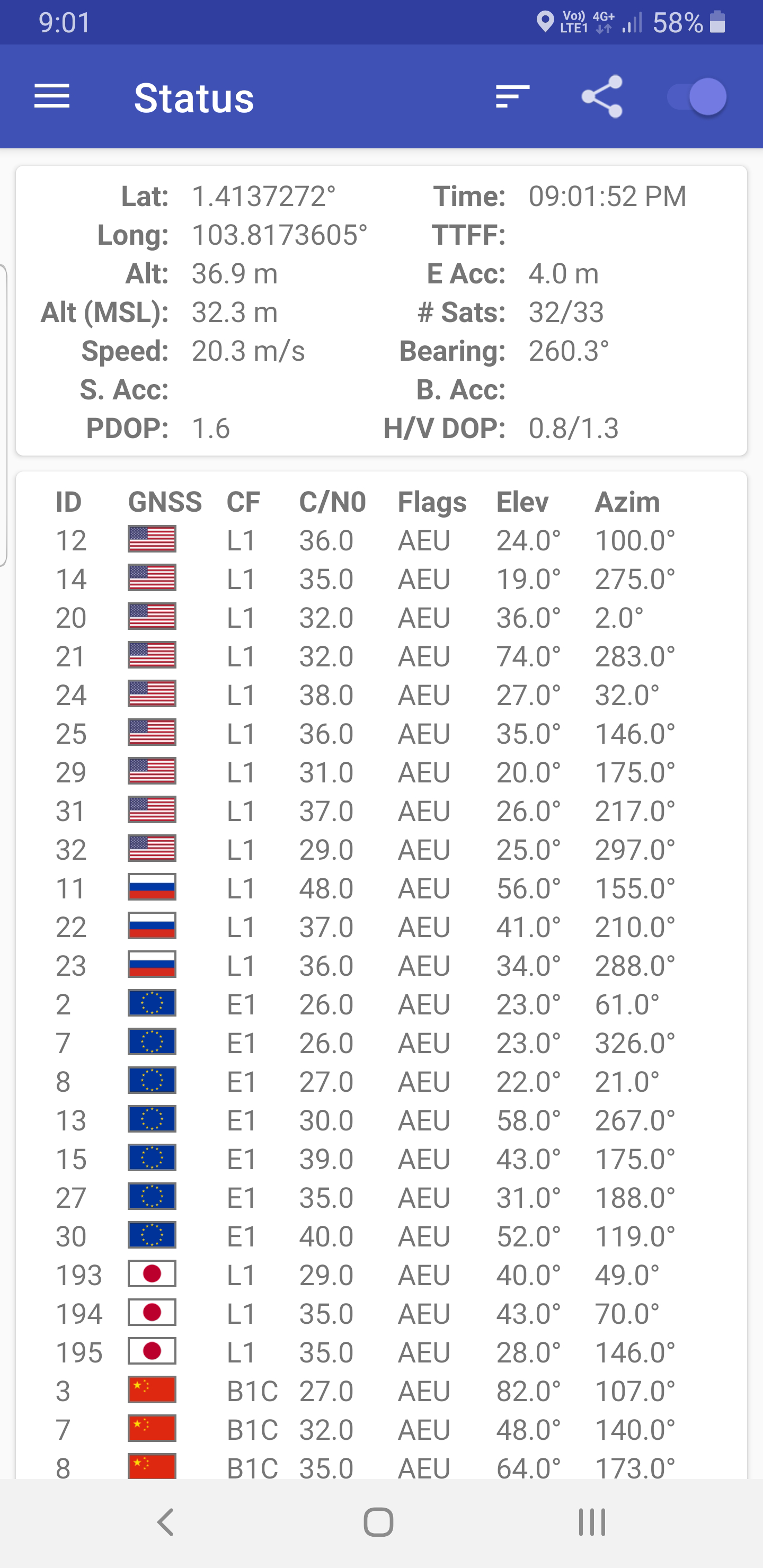
2019년 기준 세계 GPS(GNSS) 위성들

#### 대양해군의 요건
- 독자 GNSS : GPS를 가장 많이 의지하는 곳 중 하나가 해군이다. 군함에서 발사하는 순항미사일은 GPS에 좌표를 의존한다. 걸프 전쟁에서 미 군함이 발사한 토마호크 미사일도 GPS 덕분에 명중했다. 중국이 빠르게 베이더우를 완성시킨 이유 중에 하나다.
- 수학 : 함대를 다루는 군사과학에서도 수학은 중요하다. 수학 없이는 전쟁을 할 수 없다. 그래서 수학이 많이 필요한 미해군은 연구개발비만 많이 방출한 것이 아니라 석사수준의 수학인재를 기르기 위해 1909년 별도의 교육기관을 만들었다. 미해군대학원이다. 예를 들면, 항공모함이 먼 전쟁터로 나가서 싸우고 오는데 필요한 수십만개의 자원과 변수를 계산하는 복잡한 수학 공식도 필요로 한다.[2]
- 보급함 : 원정 전쟁은 보급 전쟁이라고 해도 과언이 아닐 정도로 보급 능력에 따라 전쟁이 결판난다. 전쟁을 뒷바라지할 수 있는 자원과 자원을 전달할 수 있는 보급함을 가진 국가가 대양해군을 유지한다.
- 작전능력 : 대양해군은 대게 본토에서 2,000km 이상 떨어진 바다도 작전 범위로 간주한다. 드넓은 바다에서 적을 탐지하고 빠르게 계산하여 신속하게 타격하는 능력도 중요하다. 수백km 이상을 탐지하는 AESA 레이다와 GaN 레이더같은 2,000km 이상을 탐지하는 레이더로 무장한 함선들은 넓은 대양을 커버할 수 있다.
- 네트워크 : CEC 합동교전능력같은 네트워크전을 세계 열강들이 개발하고 있다. 대양에서 작전할 때 다양한 종류의 무기들이 종합되어 전투에 참여하는만큼 연계되는 힘도 대양해군의 존립을 결정짓는다.

### 대양해군론

#### 일본
일본의 대양해군 연구는 1981년 스즈키 젠코 일본 총리가 국가의 해상 통신망을 보호하기 위해 작전 범위를 1,000 마일 확장하도록 요구하는 새로운 원칙을 제시하면서 시작되었다.

#### 중국
중국은 2023년까지 세번째 항공모함을 취역시킬 것으로 간주되고 있다. 차세대 6세대 전투기인 J-XX이 해군용 전투기일 가능성이 있기 때문에 중국의 대양해군 야망론이 대두되고 있다. 현재 350척의 함선을 가진 중국은 2049년까지 세계적인 스케일의 군대를 가질 것이라고 미국이 보고 있다.

## 국가

### 미국
많은 전문가에 의해 미국 해군은 대양해군으로 간주된다.

### 영국
대영제국은 전통적인 대양해군이다. 세계제국에 제일 가까웠던 대영제국의 영토, 세계적인 영토를 가진 영국은 제국의 질서를 유지하기 위해 대양을 커버할 수 있는 해군을 필수적으로 가져야 했다. 따라서 이런 대양해군을 위한 대양작전 능력을 보유한 전투 자원도 필요로 했다. 2차 세계대전 당시에도 전쟁 초반에 연합국을 상대로 승기를 잡고 프랑스를 점령한 나치 독일도 영국 해군을 당해내질 못 해, 영국을 점령하는데 실패했다. 대전 후 패권을 미국에게 평화적으로 건네주고 경제와 국력이 추락한 영국은 막대한 예산이 들어가는 해군부터 손을 봤다. 해군의 규모가 작아지고 작전 범위도 줄어들었지만, 포클랜드 전쟁의 포클랜드 해전에서 영국 잠수함이 전쟁에서 이기는데 결정적인 역할을 해주었다. 포클랜드의 승리에서 영국 해군은 여전히 건재함을 전세계에 보여주었고, 지금도 대양해군을 유지하고 있다.

### 일본
일본은 패전 후, 대양을 커버할 해군력을 상실했다. 그러나 1981년 스즈키 젠코 일본 총리가 일개 대양을 커버할 수 있는 함대를 요구하면서 대양해군의 군사 과학에 대한 연구가 진행됐고, 광활한 바다를 보호할 수 있는 장거리 레이더와 빠른 연산처리가 가능한 컴퓨터로 중무장한 함대를 90년대에 완성시켰다.

### 중국
3척의 항공모함을 2020년대 중반까지 전력화하여, 중국 앞바다에서만 작전할 수 있던 지역해군의 한계를 돌파하여 남중국해와 동중국해에서 작전할 능력을 갖춘다.

## 대한민국 해군의 대양해군 논의
김영삼 정권였던 1990년대부터 한국형 항공모함과 함께 대한민국 해군 내부에서 대양해군론이 등장했다. 경제력이 10배 이상 났던 대한민국과 일본은 독도 분쟁이 일어났지만, 그 당시 분쟁에서 대처할 해군력이 부족했던 대한민국 해군의 한계를 극복해야 했었다. 그러나  IMF 외환위기를 맞은 한국은 돈이 많이 드는 대양해군을 한 동안 언급하지 못 했다가, 이명박 정부 시절인 2000년대 후반부터 2010년대 초반에야 다시 언급하게 됐다. 이후 2020년대부터 대한민국 해군은 이른바 경항공모함으로 논의되는 대형수송함-II 사업 계획과 원자력 추진 잠수함 논의 등, 대양해군으로 거듭나고자하는 의지를 천명했다.
그러나 대한민국 해군의 대양해군론이 대책이 없고 비현실적임을 비판하는 목소리도 적잖다.

## 같이 보기
- 연안해군
- 지역해군